# Саммит ШОС в Астане (2017)
Астанинский саммит Шанхайской организации сотрудничества—2017 (каз. Шанхай ынтымақтастық ұйымының Астана саммиті—2017, кит. упр. 2017年上海合作组织阿斯塔纳峰会, англ. Astana Summit of the Shanghai Cooperation Organization—2017) — ежегодное заседание Совета глав государств — членов организации, которое прошло в 17-й раз 8—9 июня 2017 года в столице Казахстана, в здании Дворца Независимости.

## Предыстория

Дворец независимости – место проведения астанинского саммита ШОС—2017

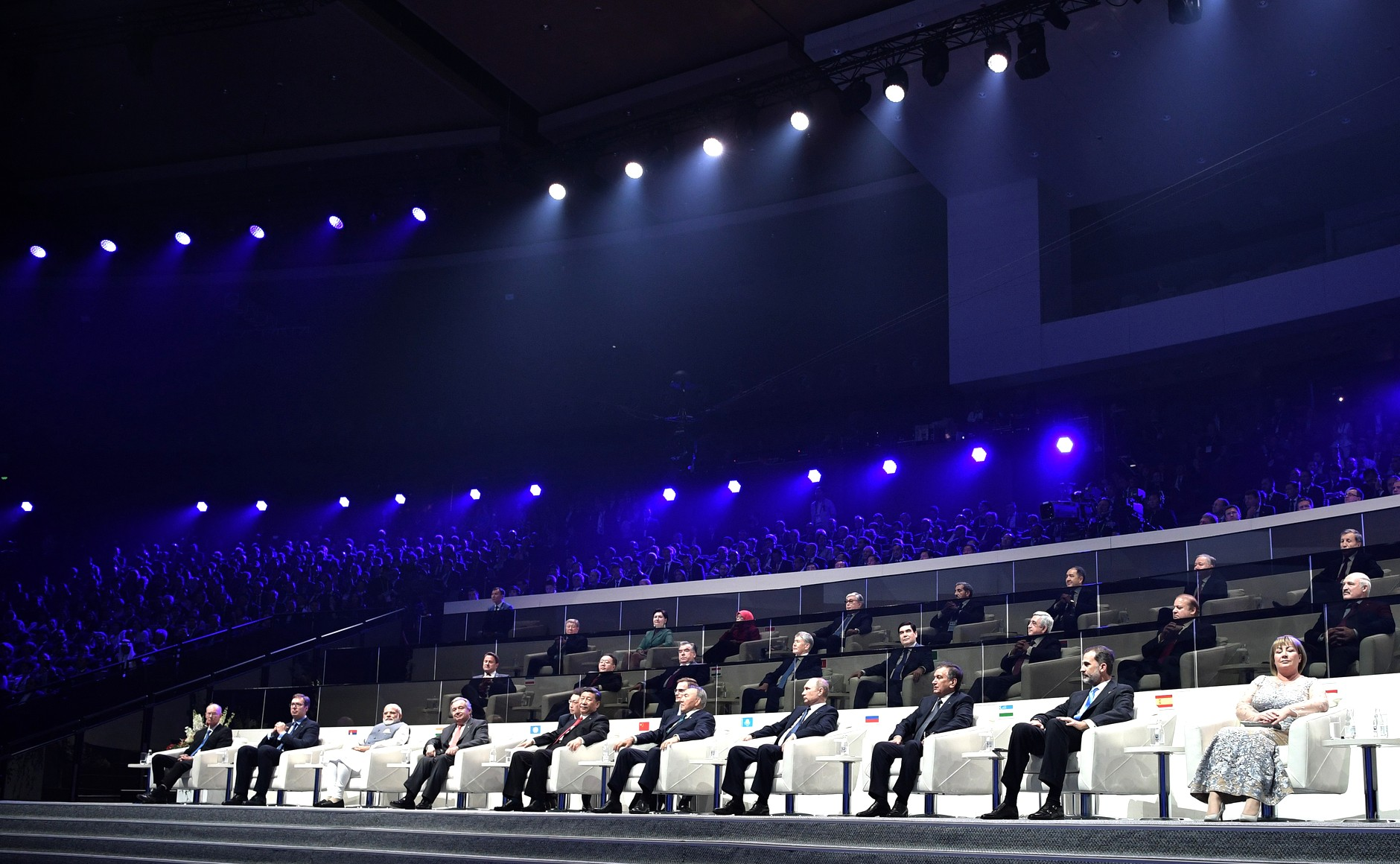
Церемония открытия международной специализированной выставки «ЭКСПО-2017» (Астана, 10 июня 2017 года)

Астана принимала уже третий по счёту саммит ШОС в рамках председательства Казахстана в данной организации. В последний раз он проходил здесь в 2005 и 2011 годах.
Проведение этого саммита совпало с тогда ещё предстоящим открытием и дальнейшим проведением международной специализированной выставки «ЭКСПО-2017».

## Участники

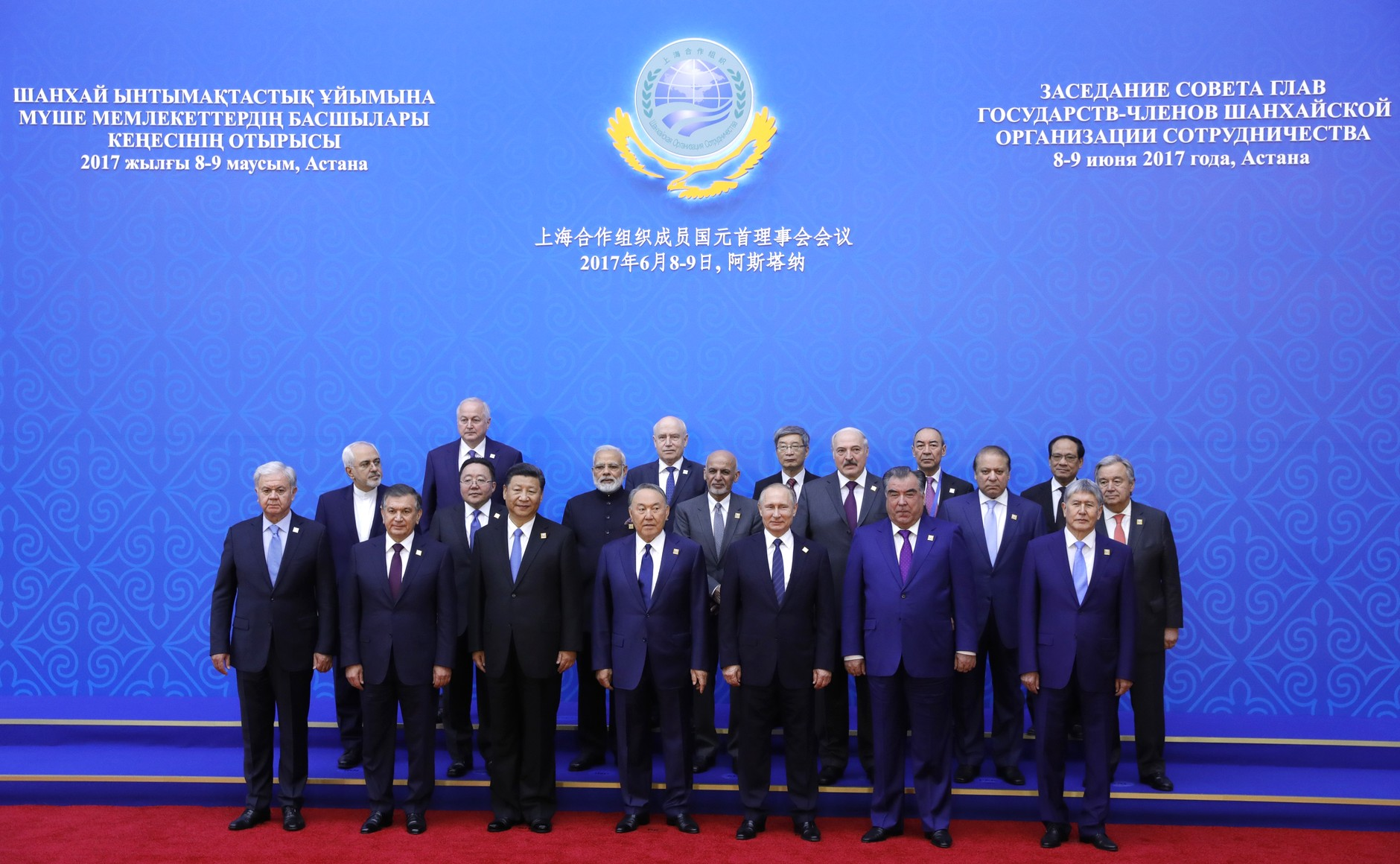
Главы государств и руководители международных организаций, участвовавшие в астанинском саммите ШОС 2017 года в групповом фото

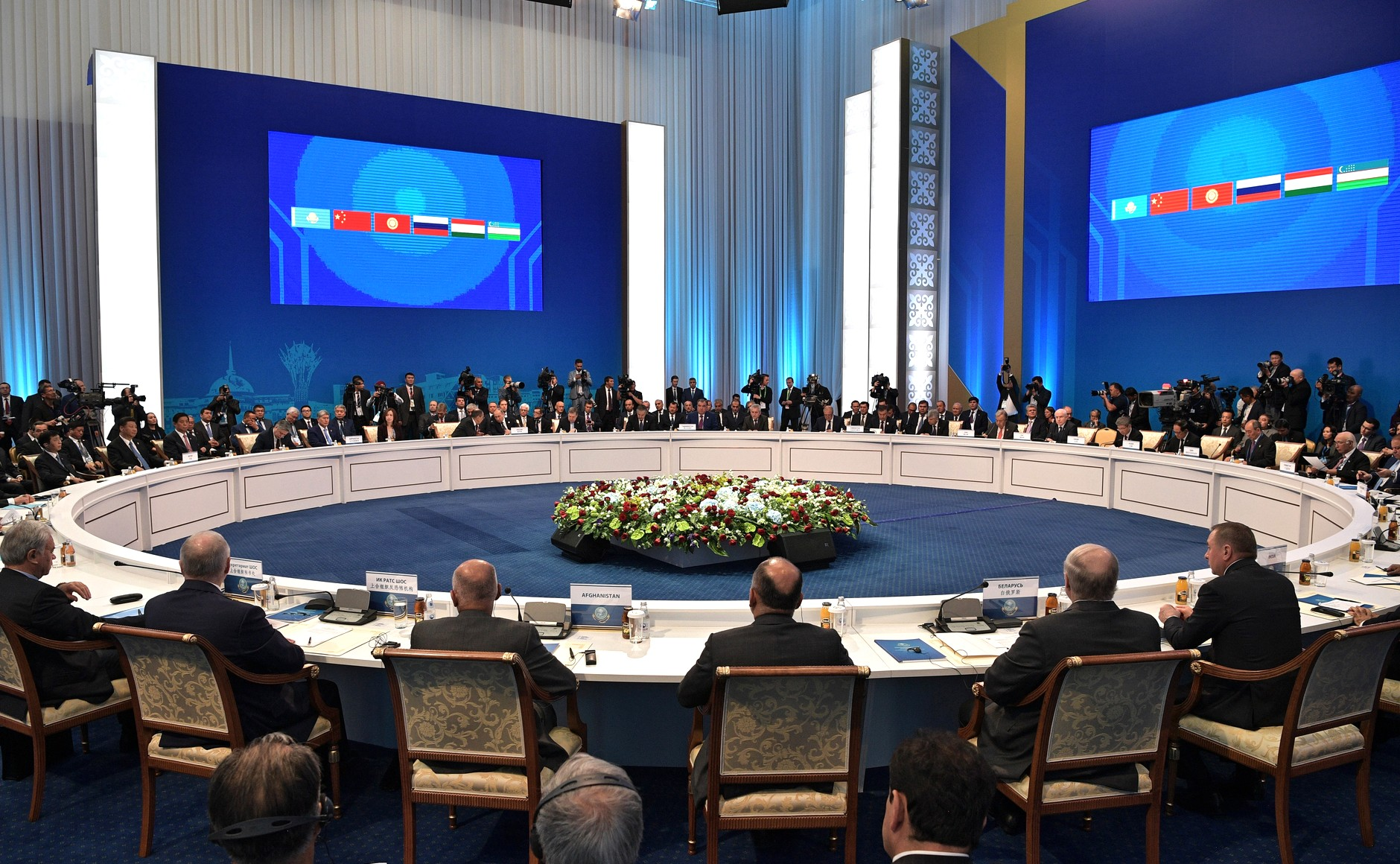
Заседание Совета глав государств — членов ШОС в расширенном составе (Астана, 9 июня 2017 года)

### Главы государств и делегаций
Страна-хозяйка и лидер выделены жирным шрифтом. Главы остальных государств — членов и государств — наблюдателей организации указаны в алфавитном порядке русского языка.
- Казахстан — президент Нурсултан Назарбаев (председатель)
- Афганистан — президент Ашраф Ахмадзай[5]
- Беларусь — президент Александр Лукашенко[6]
- Индия — премьер-министр Нарендра Моди[7]
- Иран — министр иностранных дел Мохаммад Джавад Зариф[8]
- Китай — председатель Си Цзиньпин[9]
- Кыргызстан — президент Алмазбек Атамбаев[10]
- Монголия — президент Цахиагийн Элбэгдорж[11]
- Пакистан — премьер-министр Наваз Шариф[12]
- Россия — президент Владимир Путин[13]
- Таджикистан — президент Эмомали Рахмон[14]
- Узбекистан — президент Шавкат Мирзиёев[15]

### Руководители постоянно действующих органов ШОС
- генеральный секретарь Рашид Алимов
- директор Исполнительного комитета Региональной антитеррористической структуры Евгений Сысоев

### Руководители международных организаций
- ООН — генеральный секретарь Антониу Гутерриш[16]
- АСЕАН — генеральный секретарь Ле Лыонг Минь
- ОДКБ — заместитель генерального секретаря Аманжол Жанкулиев
- СВМДА — исполнительный директор секретариата Гун Цзяньвэй
- СНГ — председатель исполнительного комитета — исполнительный секретарь Сергей Лебедев

## Результаты
Нынешний саммит стал последним, проходившим в шестистороннем формате.
Индия и Пакистан официально стали полноправными членами Шанхайской организации сотрудничества и таким образом завершилась процедура по их приёму, начатая ещё в 2015 году на уфимском саммите.
Тем самым ШОС, до этого именовавшаяся «шанхайской шестёркой» вступила в новый этап своего институционального развития уже как «шанхайская восьмёрка».
Подписаны Астанинская декларация глав государств – членов ШОС и Конвенция организации по противодействию экстремизму.
Председательство в организации на период 2017—2018 гг. перешло к Китаю.